# Cuartel de la Montaña 4F
El Cuartel de la Montaña 4F  (conocido también como Museo Histórico Militar) es un edificio multiusos que se localiza en el sector Monte Piedad, en la parroquia 23 de Enero del Municipio Libertador, en el Distrito Capital de Caracas, la capital de Venezuela.
Se trata de una estructura completada entre 1904 y 1906, entre los gobiernos de Cipriano Castro y Juan Vicente Gómez, que funciona como sede del Museo Histórico Militar desde 1981, en donde se exhiben objetos de gran valor histórico. Además, también se encuentra el mausoleo del expresidente venezolano Hugo Chávez desde 2013. En el pasado también funcionó como sede de la Academia Militar, sede de ministerios, además de muchas otras funciones.
En 2002, se le bautizó como «Cuartel de la Montaña 4 de Febrero». Desde él se puede ver el Parque El Calvario, el Arco de la Federación, el Palacio de Miraflores, las Torres del Silencio y el Observatorio Cajigal. El lugar recibe la visita de unas 800 personas diariamente y 2000 los fines de semana.Está abierto para visitas al público de martes a domingo.

## Historia

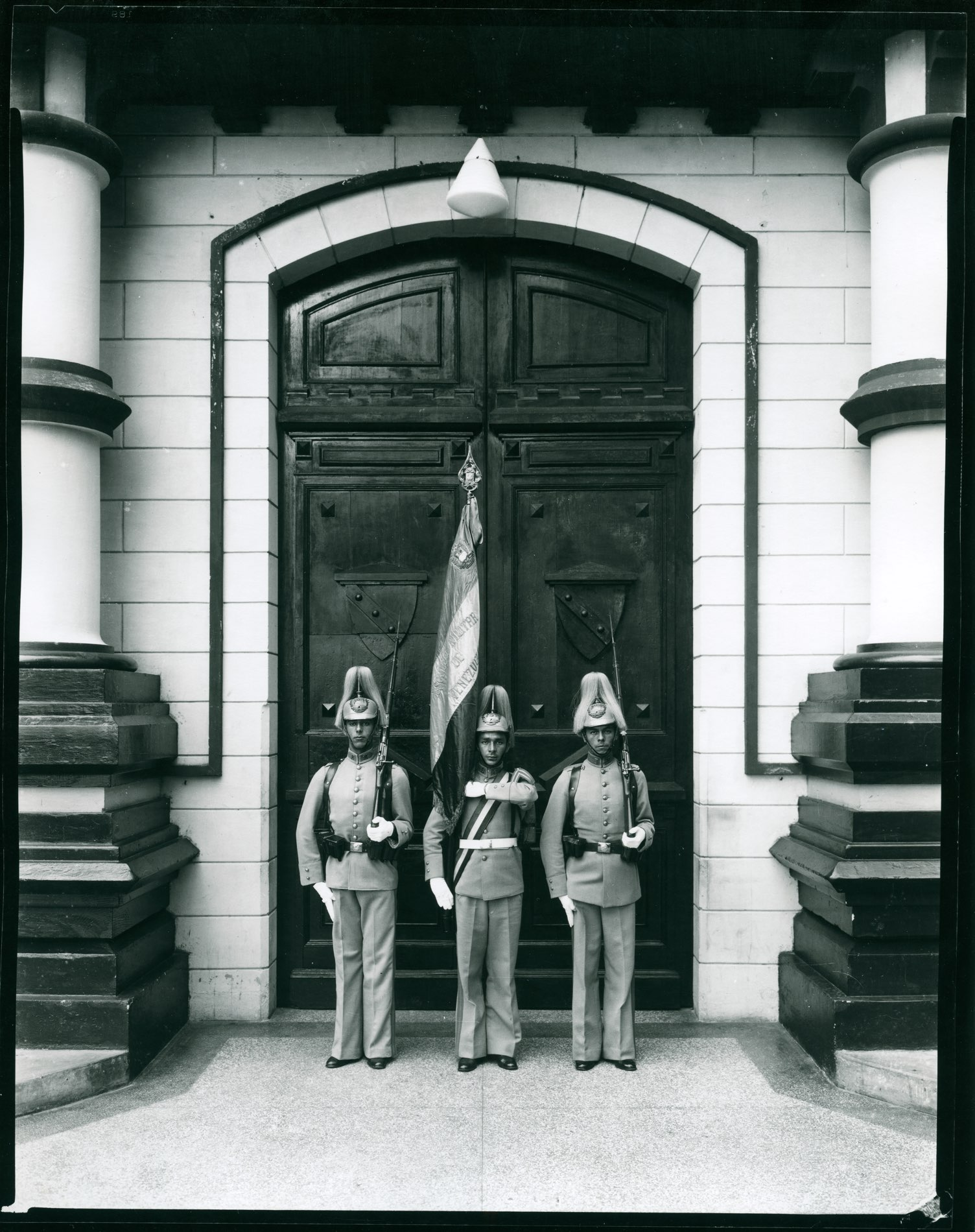
Cadetes en el cuartel de La Planicie, en 1930.

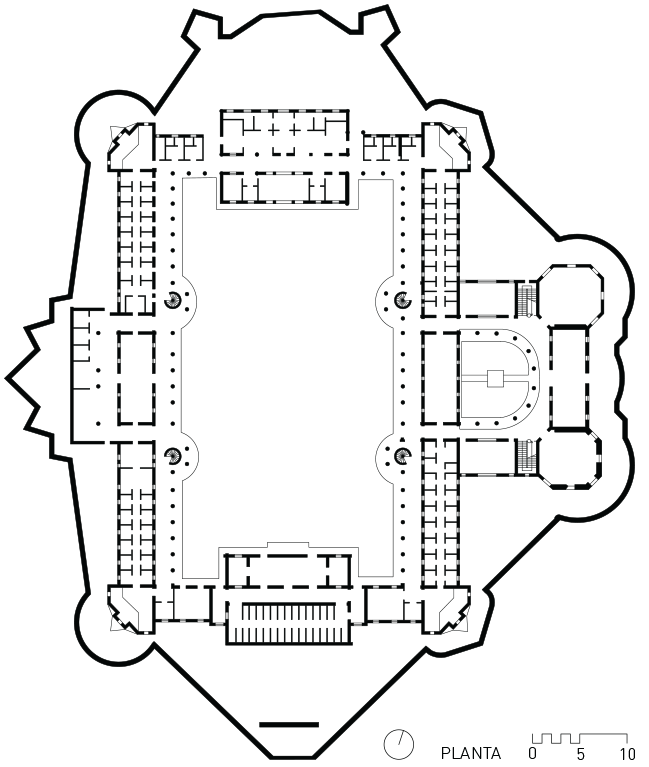
Planos de planta del Cuartel de la Montaña.

Fue construido en un sector llamado La Planicie, cercano al barrio de Monte Piedad, en la parroquia 23 de Enero. Se encuentra ubicado sobre la meseta de La Planicie, con vista al suroeste de la ciudad de Caracas. Cuando se inauguró, en 1907, era el más grande de Latinoamérica.
Durante el golpe de Estado Fallido del 4 de febrero de 1992 contra el gobierno del presidente Carlos Andrés Pérez, el edificio fue usado como cuartel general de las fuerzas sublevadas dirigidas por el entonces teniente coronel Hugo Chávez. Posteriormente, en 2002, él ya presidente Chávez realizaría su programa Aló Presidente en el lugar para conmemorar los 10 años del golpe de Estado fallido.
Tras el fallecimiento de Chávez, en marzo de 2013, el gobierno de Nicolás Maduro decidió adecuar el espacio para que funcionara como mausoleo y museo, donde se exhibieran objetos relacionados con la vida del presidente fallecido, conservando su condición de Museo Militar.
Se encargaron las obras al arquitecto venezolano Fruto Vivas en varias salas, destacando el monumento inaugurado el 15 de marzo de 2013, conocido como «La Flor de los Cuatro Elementos» (el fuego, el viento, la tierra y el agua), donde está el sarcófago de Chávez.

## Usos
- Desde 1910 hasta 1949, fue utilizado como sede de la Academia Militar de Venezuela, actual Academia Militar del Ejército Bolivariano.
- Durante el periodo 1941-1981, fue ocupado por el Ministerio de la Defensa como sede de dicha institución.
- Desde 1981, funciona como Museo Histórico Militar.
- En 2008, se lo asigna como Cuartel General de la Milicia Bolivariana, esto debido a su importante papel durante los hechos del 4 de febrero de 1992.
- En 2013, tras la muerte del presidente Hugo Chávez, se inició una obra arquitectónica denominada «La Flor de los Cuatro Elementos» para que sirviera como su mausoleo.